# Mollina
Mollina là một đô thị trong tỉnh Málaga, cộng đồng tự trị Andalusia Tây Ban Nha. Đô thị này có diện tích là 75 ki-lô-mét vuông, dân số năm 2009 là 5152 người với mật độ 68,69 người/km². Đô thị này có cự ly 60 km so với tỉnh lỵ Málaga.